# Randeck (schwäbisches Adelsgeschlecht)

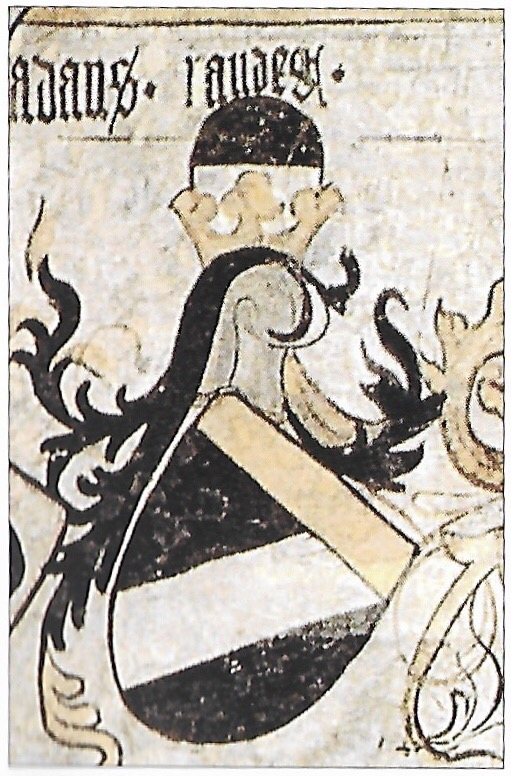
Wappen des Konrad von Randeck - Wappenfries des Disentiser Klosterhofs zu Ilanz (um 1430)

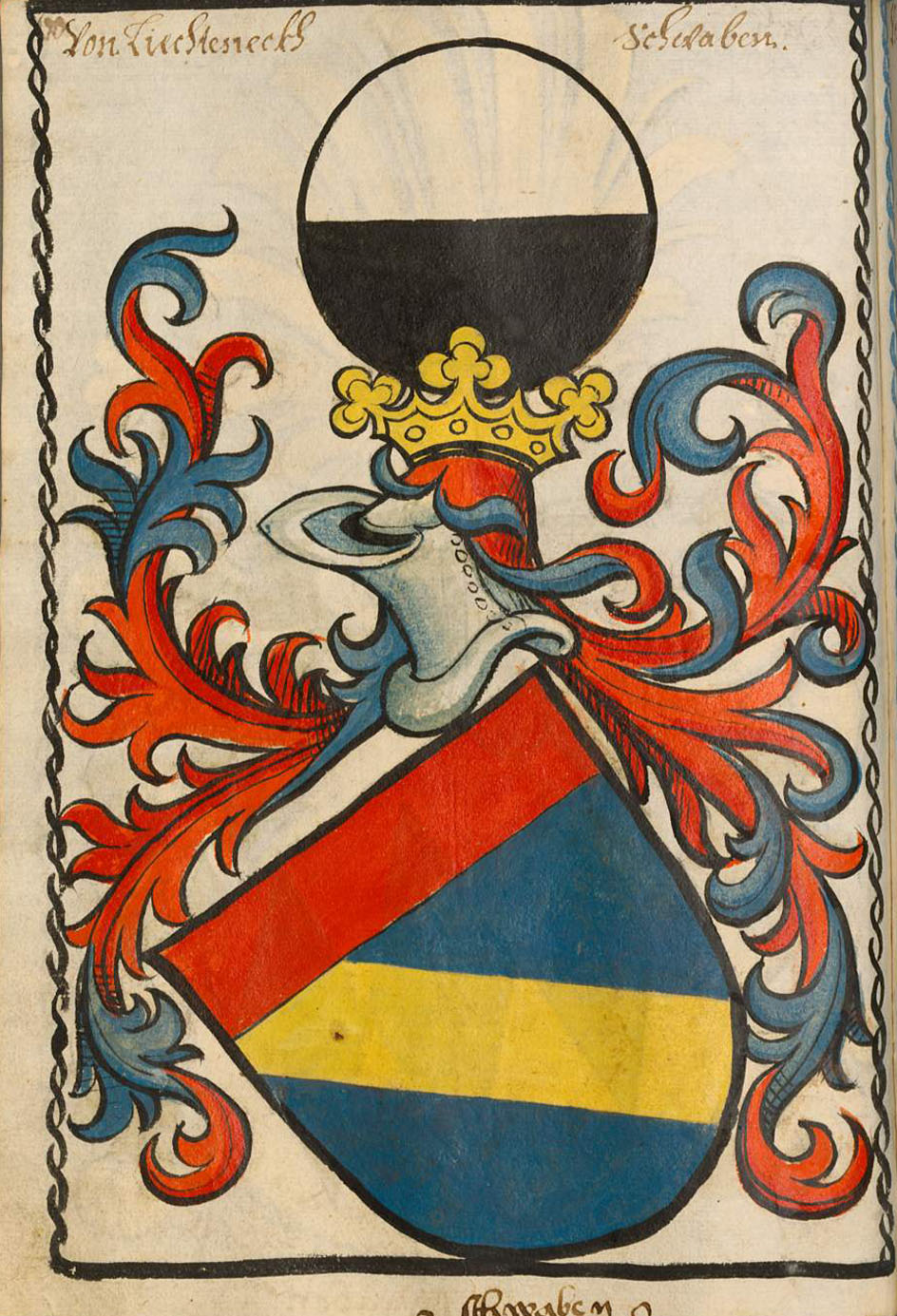
Wappen der Lichteneck (im Vergleich dazu)

Randeck ist der Name eines erloschenen schwäbischen Uradelsgeschlecht.
Die Familie ist zu unterscheiden von dem pfälzischen Adelsgeschlecht Randeck.

## Geschichte
Die niederadligen Herren von Randeck wurden zwischen 1292 und 1444 urkundlich erwähnt und stammen wie die Herren von Lichteneck von dem Ortsadel aus Neidlingen ab. Gemeinsam haben sie das Wappen, welches einen goldenen Schräglinksbalken auf einem blauen Schild zeigt. Sie traten als Dienstmänner der Herzöge von Teck, der Grafen von Aichelberg und der Grafen von Württemberg in Erscheinung oder können kirchliche Laufbahnen als Domherren, Bischöfe und Patriarchen aufzeigen.
Sie waren in Neidlingen, Weilheim an der Teck, Kirchheim unter Teck, Plochingen und einigen benachbarten Dörfern begütert.

## Stammliste der Herren von Randeck (Schwaben)
- A1. Konrad von Neidlingen, Kanzleischreiber der Grafen von Württemberg († 28. Dezember 1317; ▭ in der Kirche des Dominikanerklosters in Esslingen am Neckar) – Vorfahren siehe  Herren von Neidlingen
  - B1. Heinrich von Randeck, Ritter, urkundlich erwähnt 29. September 1292[1] - 1297; ⚭ (Vorname unbekannt) von Tumnau
    - C1. Eberhard († nach 1392), Lehensherr der Grafen von Württemberg (1363 „Burglehen gen Teck und Burghut[2]“), Vogt in Donaualtheim (1365)
      - D1. Heinrich, Lehensherr der Grafen von Württemberg („Burglehen gen Teck und Burghut[2]“), urkundlich erwähnt zwischen 1367[3] und 1380[4]
        - E1. Marquard  Lehensherr der Grafen von Württemberg[2], urkundlich erwähnt 1402–1406[5]
        - E2. Heinrich († 1433) Lehensherr der Grafen von Württemberg[2], urkundlich erwähnt 1402–1406[5],

      - D2. Eberhard (* 1329; † 15. März 1396), Kirchherr in Möhringen (1346), Domherr in Augsburg, Probst im Kloster Wiesensteig, Vice-Dominus in Aquileja
      - D3. Marquard († 28. Dezember 1406), Rektor Universität Wien (1392), Domherr in Augsburg und Eichstätt, Bischof von Minden (20. März 1398), Bischof von Konstanz (25. Oktober 1398)

    - C2. Agnes, ⚭ Fritz Hochschlitz von (Pfawen-)Hausen[6]
    - C3. Heinrich († 1365/66 oder 1371), Verwalter der Mindelburg und Mindelheims
      - D1. Marquard, ⚭ Agnes
        - E1. Konrad († 12. Oktober 1444), im Dienste des Bischofs von Chur (1398–1444), Stadtvogt von Chur (1410), Vogt der Feste Aspermont in Graubünden (1428)

    - C4. Marquard I. (* um 1296; † 3. Januar 1381 in Udine), Kirchherr in Möhringen (1328–1336), Domherr in Augsburg (1331), Dompropst in Bamberg (1336), Bischof von Augsburg (1348–1365), Patriarch von Aquileia (1365–1381)
      - D1. Marquard († 7. September 1394), Priester (1370), Domherr in Augsburg
      - D2. Kunigunde, (urkundlich erwähnt 1366)

  - B2. Konrad († 12. Januar 1346), Domherr (1306) und Domkustos (1318) in Augsburg, gemeinsam mit Domprobst Eberhard von Tumnau der wichtigster Förderer von Marquard I.[7]
- A2. Johann von Neidlingen, später Johann von Randeck

Zuordnung unsicher:
Kraft von Neidlingen († 27. März 1333), Domprobst zu Augsburg, urkundlich erwähnt 1329
Berthold von Randeck, Soldritter in Oberitalien
Friedrich von Randeck († 1369), Soldritter und Heerführer in Oberitalien
Werner von Randeck, urkundlich erwähnt 1324–1331
Rugger von Randeck, urkundlich erwähnt 1345
Rupp von Randeck, urkundlich erwähnt 1345
Anna von Randeck, Nonne im Frauenkloster Kirchheim, urkundlich erwähnt 1361 und 1389, ⚭ mit einem Sohn des Albrecht Hofwart von Kirchheim
Adelheid von Randeck, urkundlich erwähnt 1365 und 1369, ⚭ Wilhelm von Rechberg zu Faurndau und Hohenstaufen
Hans von Randeck, urkundlich erwähnt 1374–1390
Hermann von Randeck, urkundlich erwähnt 1383
Albrecht von Randeck, urkundlich erwähnt 1384
Anna von Randeck, urkundlich erwähnt 1387, ⚭ Hans von Neuhausen
Adelheid von Randeck, Tochter des Konrad von Randeck, ⚭ Konrad von Stadion († 1398)
Berthold von Randeck
unbekannt von Randeck, urkundlich erwähnt 1408, ⚭ Volmar von Mansberg
Gret von Randeck, Klosterfrau, post mortem urkundlich erwähnt 1443
Die mangelhafte, oft fehlerhafte, Quellenlage betrifft den gesamten Zeitraum aller Familienzweige. Erschwerend kommt hinzu, dass zur selben Zeit in der Pfalz, im Altmühltal und bei Schaffhausen Adelsfamilien und  Burgstätten mit dem Namen Randeck oder Randegg auftraten. Gesicherte Daten sind urkundlich genannt, Geburts- und Sterbedaten o. g. Zeiträume jedoch oft ungesichert und nach höchstmöglicher Wahrscheinlichkeit der oft abweichenden Datenquellen unter Vorbehalt zu betrachten. Es bleiben genealogische Details, sogar die Zuordnung von Mitgliedern des Hauses, ungeklärt.

## Wappen

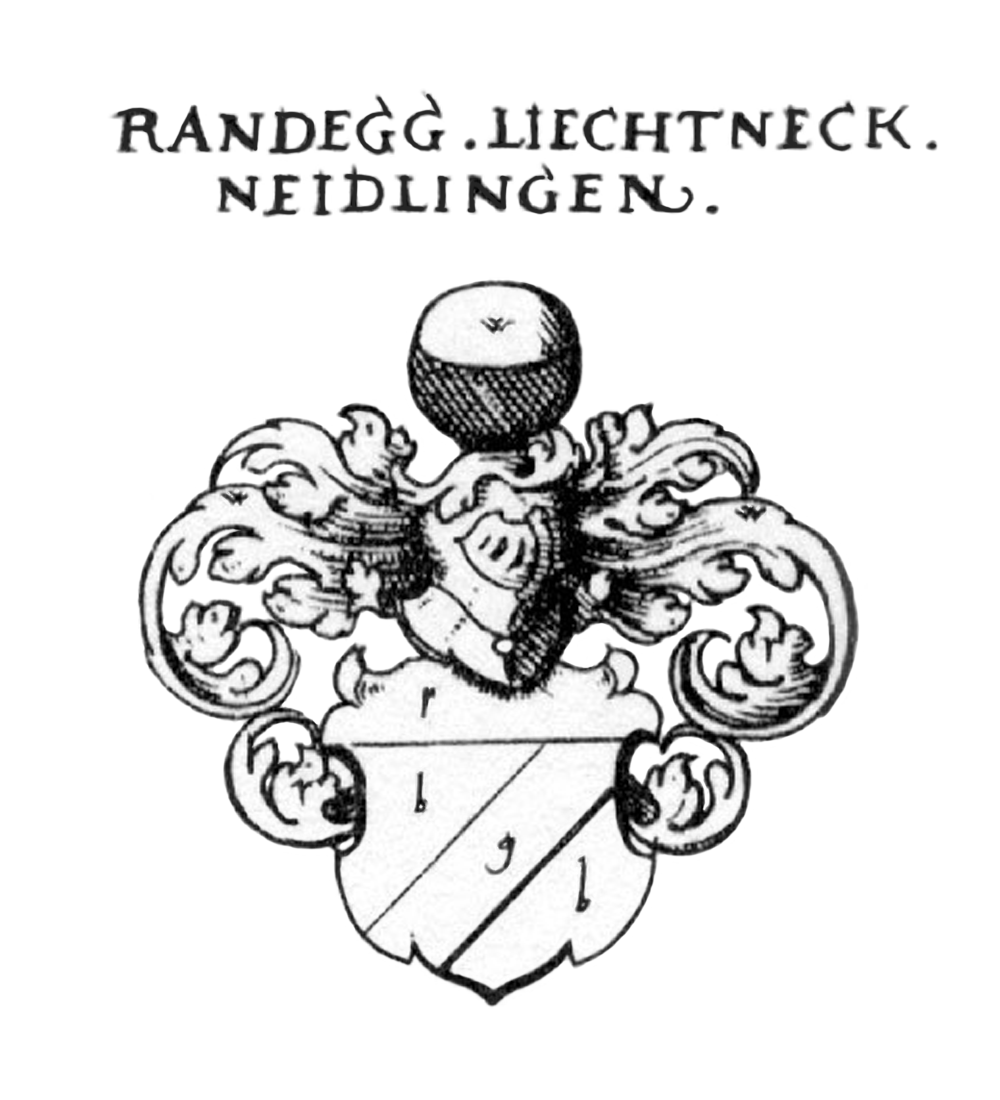
Wappen der Randegg, Lichteneck, Neidlingen

- Blasonierung: im blauen Schild ein goldener Schräglinksbalken, schmales rotes Schildhaupt, Helmzier: auf (teilweise goldbekröntem) Helm eine oben weiße, unten schwarze Kugel (oder schwarz-weiß); Helmdecken: rein weiß bzw. blau-rot?